# Giovanni Pennacchio
Giovanni Pennacchio (Napels, 14 april 1878 – Messina, 1978) was een Italiaans componist, muziekpedagoog en dirigent.

## Levensloop
Pennacchio studeerde aan de Napelse muziekschool (Regio albergo) bij Nicola D’Arienza, Pietro Platania en Camillo De Nardis en aan het Conservatorio di San Pietro a Majella di Napoli in Napels. Aldaar behaalde hij zijn diploma's als kapelmeester en componist. In 1908 werd hij samen met Alessandro Vessella van het ministerie voor landsverdediging gevraagd om de militaire muziek te reformeren.
Hij was voor de Eerste Wereldoorlog kapelmeester van de Banda del 77° Reggimento di Fanteria (Militaire muziekkapel van het 77ste Regiment Infanterie) van het Italiaanse leger in Florence. Vervolgens was hij nog dirigent van de militaire muziekkapellen in Pistoia en Arezzo. In 1914 won hij een componistenconcours voor Italiaanse opera's van de stichting "Max Mc Cormick" in Parma met zijn opera Erica.
Van 1903 tot 1912 was hij hoofdredacteur voor de afdeling militaire muziek en muziek voor harmonieorkesten bij de Milanese muziekuitgeverij Sonzogno en later artistiek directeur voor dezelfde afdeling in de muziekuitgeverij Ricordi in Milaan.
Hij schreef zelf talrijke transcripties van klassieke werken, vooral selecties en fantasieën uit opera's van Italiaanse en buitenlandse componisten (Claudio Monteverdi, Giuseppe Verdi, Giacomo Puccini, Vincenzo Bellini, Riccardo Zandonai, Umberto Giordano, Pietro Mascagni, Francesco Cilea, Franco Alfano, Richard Wagner, Modest Moessorgski etc.), voor harmonieorkest. Naast zijn werkzaamheden als arrangeur was hij ook componist van werken voor harmonieorkest. Hij is verder bekend als auteur van de voltooiing van de opera Edipo Re (Koning Oedipus) van Ruggero Leoncavallo die veel succes oogstte in Italiaanse en buitenlandse operahuizen.
Van 1926 tot 1951 was hij dirigent van de Banda Civica di Catania (Het civiele harmonieorkest van Catania). Hij heeft met dit harmonieorkest een memorabel concert in de stedelijke Bellini park in Catania in aanwezigheid van 15.000 luisteraars gehouden. In 1947 was hij actief bij de heroprichting van het Corpo Bandistico città di Zafferana Etnea en was aldaar de eerste jaren ook dirigent. Na zijn pensionering vertrok hij eerst naar Taormina, dan naar Senigallia en later naar Messina. In Messina woonde hij in het huis van de familie van zijn voormalige leerling Salvatore Chillemi.

## Composities

### Werken voor orkest
- 1940 Sinfonia in Mi minore (e klein), voor orkest ( won de 1e prijs tijdens de "Triennale d’oltremare" in 1941)
- Trittico Michelangiolesco

### Werken voor harmonieorkest
- 1900 Aquila reale, mars voor harmonieorkest, fanfare en tamboeren
- 1900 Marcia d’ordinanza del 24° Reggimento Fanteria "Como"
- 1900 Marte, mars
- 1903 Birichina!, mars-polka
- 1903 Dame e cavalieri, wals
- 1903 Eva, mazurka voor harmonieorkest
- 1903 Germania di A. Franchetti, fantasie
- 1905 Mademoiselle de Belle-Isle [di] Spiro Samara, fantasie
- 1908 Cerve, drie kaders voor muziek voor harmonieorkest
- Alla Sicilia, hymne mars
- Catania, triomfmars
- Il ritorno della rivista, mars
- Sagra delle campane, symfonische mars
- Serenata capriccio per tromba, voor trompet en harmonieorkest[1]

### Muziektheater

#### Opera's
| Voltooid in | titel                                                   | aktes       | première                                  | libretto                                 |
| ----------- | ------------------------------------------------------- | ----------- | ----------------------------------------- | ---------------------------------------- |
| 1914        | Erica (won de 1e prijs van de stichting Max Mc Cormick) | 3 bedrijven | 21 juli 1922, Parma, Teatro Reinach       | Gino Civetta                             |
| 1920        | Redenzione                                              | 1 akte      | 1920, Napels, Politeama Giacosa di Napoli | Giovanni Bizzarri en Ruggero Leoncavallo |
| 1923        | L’Arcidiavolo                                           |             | 1923 Florence, Politeama di Firenze       |                                          |

#### Operette
| Voltooid in | titel           | aktes | première      | libretto |
| ----------- | --------------- | ----- | ------------- | -------- |
| 1930        | Il Re dell’aria |       | 1930, Palermo |          |

### Vocale muziek
- 1924 La castellana, romance voor sopraan en piano

### Kamermuziek
- Quartetto per strumenti a fiato, voor blaaskwartet

### Pedagogische werken
- 1947 Ancora qualche considerazione sul trombone a tiro
- Metodo popolare per Contrabbasso ad ancia

## Publicaties
- Un nuovo armonico naturale degli Ottoni, 1947.
- Tonalità originaria nelle trascrizioni bandistiche, 1951.
- Considerazioni sul problema del repertorio bandistico moderno, 1952.
- Deduzioni sull’intervista Dupont (sull’organico bandistico), 1952.
- La musica nei colori, 1960.
- La musica di "Norma", 1960.

## Media
1. ↑  Serenata capriccio per tromba door Paolo Russo (trompet) en het L'Orchestra di Fiati Città di Soncino o.l.v. Luca Valenti. Gearchiveerd op 14 juli 2023.

- Bibliothèque nationale de France: cb17789401m (data)
- Gemeinsame Normdatei: 1163614157
- Library of Congress Control Number: nr2004027607
- Istituto Centrale per il Catalogo Unico: MUSV050659
- Virtual International Authority File: 2247153363084537520002
- WorldCat: E39PBJyMhTKwhVBWqF6dFqdWjC